# Ici Nord
Ici Nord, anciennement France Bleu Nord, est l'une des stations de radio généralistes du réseau Ici de Radio France. Elle a pour zone de service le Nord et le Pas-de-Calais. Elle commence à émettre le 19 mai 1980 sous le nom de « Fréquence Nord ».

## Historique
Avant 1980, la radio régionale d'État dans le Nord-Pas-de-Calais était aussi diffusée en Picardie. En 1927, Radio PTT Nord est inaugurée,. Elle prend le nom de Radio Lille en 1939. Depuis le 16 mai jusqu'au 1er juin 1940, date à laquelle l'émetteur est saboté, la station diffuse les émissions de l'INR, ondes françaises. Le 18 février 1942, l'émetteur reprend ses émissions et relaye Radio-Paris puis la Radio Nationale de Vichy à partir du 9 novembre 1943. À la Libération, le 3 septembre 1944 la station prend le nom de Radio Lille Libérée puis de Radio Lille (en novembre 1944), où Line Renaud fait ses débuts.
Les décrochages régionaux se font sur les ondes moyennes sur la fréquence du Programme National jusqu'en 1949 puis du Programme Parisien (plus tard France 2) jusqu'en 1963. À la fin des années 1950, un second programme régional est diffusé en FM sur les ondes de France 3-National à Lille, Radio Lille Académie.
En 1963, les ondes moyennes de France Inter (Inter-Variétés) diffusent France Inter Nord-Picardie, puis de 1975 à 1980, FR3 Radio Nord-Picardie.
En 1980, face à la multiplication des radios pirate sur la bande FM et à la perspective de fin du monopole de Radio France, Jacqueline Baudrier crée trois radios locales pilotes dont Fréquence Nord (les deux autres sont Radio Mayenne et Melun FM), qui commence à émettre le 19 mai 1980. 
Avec seize points d'audimat à ses débuts, la station va connaître un parcours plus difficile avec seulement 4 points d'audimat en 1991 qui vont conduire son directeur Guy Philip à établir un plan de sauvetage en recrutant des journalistes et des animateurs issus de diverses régions de France.
Le 4 septembre 2000, la fusion des 38 radios locales de Radio France et de Radio Bleue donne naissance au réseau France Bleu qui fournit un programme commun national que reprennent les programmes locaux des stations en régions.
De nombreux jeunes journalistes ont débuté à France Bleu Nord avant de poursuivre leur carrière dans d'autres rédactions, à la radio ou à la télévision.[réf. souhaitée]
Le 19 mai 2020, France Bleu Nord célèbre son 40e anniversaire avec à l'antenne des voix historiques et des archives sonores.

## Organisation

### Siège local
Le 11 avril 2013, après 32 ans dans les locaux de la rue Léon Trulin, la station emménage dans ses nouveaux locaux à Euralille II dans le Polychrome.

### Direction
Le 27 janvier 2020, Bertrand Lefebvre succède à Antoine de Galzain à la tête de France Bleu Nord,.

## Diffusion
Ici Nord est reçue dans le Nord et le Pas-de-Calais en modulation de fréquence (FM) par les émetteurs à Dunkerque, Lille, Maubeuge, Valenciennes, Auxi-le-Château, Boulogne-sur-Mer, Calais, Étaples et Marconne. Courant 2025, Ici Nord sera également diffusée en DAB+.